# Réserve de biosphère de Chamela-Cuixmala
La réserve de biosphère de Chamela-Cuixmala est une réserve naturelle sur la côte Pacifique de l'État mexicain de Jalisco. Le parc a été fondé en 1993 et s’étend sur 131,42 km2. Cette réserve, très riche en faune et flore, comprend des terrains montagneux recouvert de forêts tropicales sèches et des plaines alluviales. Elle a été reconnue en tant que réserve de biosphère en 2006 par l'Unesco. 

## Étymologie
Le nom de cette zone protégée est issu de la petite ville portuaire de Chamela et du cours d’eau Cuixmala, qui est le plus grand de tous les fleuves de la région. Le Cuixmala délimite la réserve. 

## Biodiversité
La forêt est caractérisée par sa diversité de faune et de flore et d'un nombre très élevé d'espèces endémiques. 1 149 espèces de plantes et 2 146 espèces d’animaux résident sur le parc. On y trouve notamment le jaguar, le puma, l’ocelot, le jaguarondi, le coyote, le coati, le tatou, le cerf de Virginie, le pécari, les geckos, etc. et des espèces rares telles que l’arbre Jatropha chamelensis, le cactus Opuntia excelsa et l’un des deux seuls lézards venimeux du monde Heloderma horridum. La réserve est également un point de ponte de nombreuses tortues marines.

## Climat
Son climat est chaud et humide avec une température annuelle moyenne de 24,9 °C et des saisons bien définies. La saison des pluies dure de juillet à octobre et la saison sèche de novembre à juin. La moyenne annuelle est de 748 mm de précipitations dans la région de Chamela et de 782 mm près du fleuve Cuixmala.

## Protection
L'Université nationale autonome du Mexique (UNAM) et la Cuixmala Ecological Foundation possèdent la majeure partie de cette réserve.